# Drosophila nigrilineata
Drosophila nigrilineata este o specie de muște din genul Drosophila, familia Drosophilidae, descrisă de Angus în anul 1967. Conform Catalogue of Life specia Drosophila nigrilineata nu are subspecii cunoscute.